# Ganbatyn Boldbaatar
Ganbatyn Boldbaatar –en mongol, Ганбатын Болдбаатар– (3 de enero de 1987) es un deportista mongol que compite en judo.
Ganó dos medallas en el Campeonato Mundial de Judo en los años 2014 y 2017, y una medalla en el Campeonato Asiático de Judo de 2009. En los Juegos Asiáticos de 2014 consiguió una medalla de plata.

## Palmarés internacional
| Campeonato Mundial  | Campeonato Mundial      | Campeonato Mundial | Campeonato Mundial |
| Año                 | Lugar                   | Medalla            | Categoría          |
| ------------------- | ----------------------- | ------------------ | ------------------ |
| 2014                | Cheliábinsk (Rusia)     | Medalla de oro     | –60 kg             |
| 2017                | Budapest (Hungría)      | Medalla de bronce  | –60 kg             |
| Juegos Asiáticos    |                         |                    |                    |
| Año                 | Lugar                   | Medalla            | Categoría          |
| 2014                | Incheon (Corea del Sur) | Medalla de plata   | –60 kg             |
| Campeonato Asiático |                         |                    |                    |
| Año                 | Lugar                   | Medalla            | Categoría          |
| 2009                | Taipéi (Taiwán)         | Medalla de oro     | –60 kg             |